# Форт-Плейн (Нью-Йорк)
Форт-Плейн (англ. Fort Plain) — селище (англ. village) в США, в окрузі Монтгомері штату Нью-Йорк. Населення — 1930 осіб (2020).

## Географія
Форт-Плейн розташований за координатами 42°55′58″ пн. ш. 74°37′36″ зх. д. / 42.93278° пн. ш. 74.62667° зх. д. (42.932658, -74.626799).  За даними Бюро перепису населення США в 2010 році селище мало площу 3,63 км², з яких 3,49 км² — суходіл та 0,15 км² — водойми.

## Демографія
Згідно з переписом 2010 року, у селищі мешкали 2322 особи в 948 домогосподарствах у складі 565 родин. Густота населення становила 639 осіб/км².  Було 1112 помешкання (306/км²).
Расовий склад населення:
| - 96,9 % — білих - 0,5 % — чорних або афроамериканців - 0,3 % — корінних американців - 0,2 % — азіатів - 0,1 % — вихідців з тихоокеанських островів |

До двох чи більше рас належало 1,5 %. Частка іспаномовних становила 2,5 % від усіх жителів.
За віковим діапазоном населення розподілялося таким чином: 26,6 % — особи молодші 18 років, 57,5 % — особи у віці 18—64 років, 15,9 % — особи у віці 65 років та старші. Медіана віку мешканця становила 37,6 року. На 100 осіб жіночої статі у селищі припадало 89,7 чоловіків;  на 100 жінок у віці від 18 років та старших — 87,0 чоловіків також старших 18 років.
Середній дохід на одне домашнє господарство  становив 43 136 доларів США (медіана — 31 364), а середній дохід на одну сім'ю — 46 695 доларів (медіана — 37 794). За межею бідності перебувало 27,5 % осіб, у тому числі 46,4 % дітей у віці до 18 років та 10,3 % осіб у віці 65 років та старших.
Цивільне працевлаштоване населення становило 697 осіб. Основні галузі зайнятості: освіта, охорона здоров'я та соціальна допомога — 33,3 %, роздрібна торгівля — 12,3 %, виробництво — 9,2 %, будівництво — 8,8 %.